# Добові коливання температури повітря
Добова амплітуда температури повітря (англ. diurnal temperature variation) — різниця між найвищим та найнижчим значенням температури повітря за добу. Найчастіше використовують середню добову амплітуду для певного місяця або року за багаторічні спостереження. У цьому випадку розрізняють:
- періодичну добову амплітуду;
- неперіодичну добову амплітуду.

## Добова амплітуда температури повітря
Періодична добова амплітуда температури повітря — різниця середніх температур найтеплішої (середні значення) і найхолоднішої години доби за певний місяць.
Неперіодична добова амплітуда температури повітря — різниця між середніми для певного місяця позначками добового максимуму та мінімуму температури. Дані отримують з максимального та мінімального термометрів, з погодинних спостережень.
Добова амплітуда температури повітря залежить від багатьох факторів:
- Добова амплітуда температури на поверхні ґрунту (пряма залежність), яка, в свою чергу, залежить загалом від хмарності.
- Хмарність. В ясну погоду вона більша, ніж в похмуру.
- Сезон. В Україні взимку вона менша, ніж влітку.
- Широта місцевості. Зі збільшенням широти добова амплітуда температури повітря зменшується, так як зменшується полуденна висота сонця над горизонтом. Під широтами 20-30° на суходолі середня за рік добова амплітуда температури повітря близько 12 °C, під широтою 60° — близько 6 °C, під широтою 70° — лише 3 °C. У високих широтах періодична добова амплітуда за цілодобового дня або ночі близька або ж дорівнює нулю. На той саме час неперіодична добова амплітуда може бути значною через адвективні зміни температури.
- Характер підстилаючої поверхні. У степах і пустелях середня добова амплітуда сягає 15-20 °C, іноді 30 °C. Над густим рослинним покривом вона менше. На добової амплітуді позначається і близькість водних масивів: в приморських місцевостях вона менша, ніж в глибині суші. Малі добові амплітуди температури поверхні моря визначають і малі добові амплітуди температури повітря над морем. Однак останні все ж таки більше, ніж добові амплітуди на самій поверхні моря. Добові амплітуди температури поверхні відкритого океану вимірюються десятими частками градуса; але в нижньому шарі повітря над океаном вони доходять до 1 — 1,5 °C, а над внутрішніми морями ще більше. Амплітуда температури повітря підвищена через безпосереднє поглинання сонячної радіації водяною парою в нижньому шарі повітря вдень і випромінюванням довгохвильової радіації вночі.
- Рельєф місцевості. На опуклих формах рельєфу місцевості добова амплітуда температури повітря менше, ніж на рівнинній місцевості, а в увігнутих формах рельєфу (в долинах, ярах) — більше (закон Воєйкова). На опуклих формах рельєфу повітря має зменшену площу зіткнення з підстильною поверхнею і швидко зноситься з неї, його замінюють нові повітряні маси. В увігнутих формах рельєфу повітря сильніше нагрівається від поверхні й менш рухливе вдень, а вночі сильніше охолоджується і стікає по схилах вниз. Але у вузьких ущелинах, де і приплив сонячної радіації, і ефективне випромінювання менше, добові амплітуди також менше, ніж в широких долинах.